# Oxalis glaucescens
Oxalis glaucescens är en harsyreväxtart som beskrevs av Josef Yngve Valentin Norlind.
Oxalis glaucescens ingår i släktet oxalisar och familjen harsyreväxter. Inga underarter finns listade i Catalogue of Life.